# 21e cérémonie des César
La 21e cérémonie des César du cinéma — dite aussi Nuit des César — récompensant les films sortis en 1995, s'est déroulée le 2 mars 1996 au théâtre des Champs-Élysées.
Elle fut présidée par Philippe Noiret et retransmise sur Canal+.

## Présentateurs et intervenants
- Daniel Toscan du Plantier, président de l'Académie des arts et techniques du cinéma
- Philippe Noiret, président de la cérémonie
- Antoine de Caunes, Alain Chabat, Eddy Mitchell, maîtres de cérémonie
- Eddy Mitchell, pour la remise du César du meilleur acteur
- Claude Rich, pour la remise du César de la meilleure actrice
- Claudia Cardinale, Alain Delon, pour la remise du César d'honneur à Henri Verneuil
- Alain Delon, pour la remise du César d'honneur à Lauren Bacall
- Emmanuelle Seigner, pour la remise du César du meilleur acteur dans un second rôle
- Valeria Bruni Tedeschi, pour la remise du César de la meilleure actrice dans un second rôle
- Catherine Jacob, pour la remise du César du meilleur espoir masculin

## Palmarès

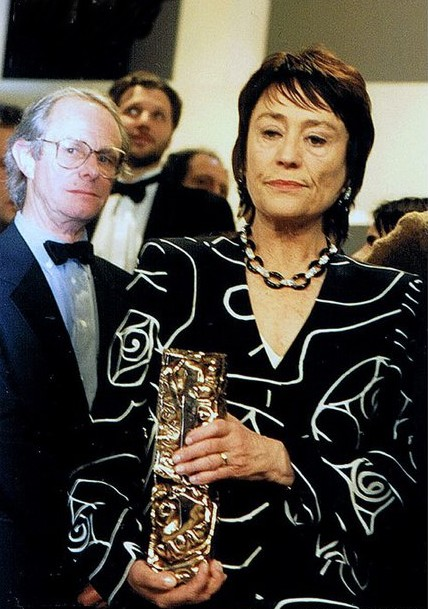
Annie Girardot, lauréate du César de la meilleure actrice dans un second rôle (à sa gauche, Ken Loach, lauréat du César du meilleur film étranger).

Les lauréats sont indiqués en gras.

### César du meilleur film
- La Haine de Mathieu Kassovitz
  - Le bonheur est dans le pré d'Étienne Chatiliez
  - La Cérémonie de Claude Chabrol
  - Gazon maudit de Josiane Balasko
  - Le Hussard sur le toit de Jean-Paul Rappeneau
  - Nelly et Monsieur Arnaud de Claude Sautet

### César du meilleur film étranger
- Land and Freedom de Ken Loach
  - Smoke de Wayne Wang
  - Sur la route de Madison de Clint Eastwood
  - Underground d'Emir Kusturica
  - Usual Suspects de Bryan Singer

### César du meilleur acteur
- Michel Serrault pour Nelly et Monsieur Arnaud
  - Vincent Cassel pour La Haine
  - Alain Chabat pour Gazon maudit
  - François Cluzet pour Les Apprentis
  - Jean-Louis Trintignant pour Fiesta

### César de la meilleure actrice
- Isabelle Huppert pour La Cérémonie
  - Sabine Azéma pour Le bonheur est dans le pré
  - Emmanuelle Béart pour Nelly et Monsieur Arnaud
  - Juliette Binoche pour Le Hussard sur le toit
  - Sandrine Bonnaire pour La Cérémonie

### César du meilleur acteur dans un second rôle
- Eddy Mitchell pour Le bonheur est dans le pré
  - Ticky Holgado pour Gazon maudit
  - Jean-Pierre Cassel pour La Cérémonie
  - Jean-Hugues Anglade pour Nelly et Monsieur Arnaud
  - Michael Lonsdale pour Nelly et Monsieur Arnaud

### César de la meilleure actrice dans un second rôle
- Annie Girardot pour Les Misérables
  - Clotilde Courau pour Élisa
  - Jacqueline Bisset pour La Cérémonie
  - Carmen Maura pour Le bonheur est dans le pré
  - Claire Nadeau pour Nelly et Monsieur Arnaud

### César du meilleur espoir masculin
- Guillaume Depardieu pour Les Apprentis
  - Vincent Cassel  pour La Haine
  - Hubert Koundé  pour La Haine
  - Olivier Sitruk pour L'Appât
  - Saïd Taghmaoui pour La Haine

### César du meilleur espoir féminin
- Sandrine Kiberlain pour En avoir (ou pas)
  - Isabelle Carré pour Le Hussard sur le toit
  - Clotilde Courau pour Élisa
  - Marie Gillain pour L'Appât
  - Virginie Ledoyen pour La Fille seule

### César de la meilleure réalisation
- Claude Sautet pour Nelly et Monsieur Arnaud
  - Claude Chabrol pour La Cérémonie
  - Mathieu Kassovitz pour La Haine
  - Etienne Chatiliez pour Le bonheur est dans le pré
  - Jean-Paul Rappeneau pour Le Hussard sur le toit

### César de la meilleure première œuvre
- Les Trois Frères de Didier Bourdon et Bernard Campan
  - En avoir (ou pas) de Laetitia Masson
  - État des lieux de Patrick Dell'Isola et Jean-François Richet
  - Pigalle de Karim Dridi
  - Rosine de Christine Carrière

### César du meilleur scénario original ou adaptation
- Josiane Balasko et Telsche Boorman pour Gazon maudit
  - Claude Chabrol et Caroline Eliacheff pour La Cérémonie
  - Jacques Fieschi et Claude Sautet pour Nelly et Monsieur Arnaud
  - Mathieu Kassovitz pour La Haine
  - Florence Quentin pour Le bonheur est dans le pré

### César de la meilleure musique
- Zbigniew Preisner, Michel Colombier et, à titre posthume, Serge Gainsbourg pour Élisa
  - Angelo Badalamenti pour La Cité des enfants perdus
  - Jean-Claude Petit pour Le Hussard sur le toit
  - Philippe Sarde pour Nelly et Monsieur Arnaud

### César de la meilleure photographie
- Thierry Arbogast pour Le Hussard sur le toit
  - Pierre Aïm pour La Haine
  - Darius Khondji pour La Cité des enfants perdus

### César des meilleurs costumes
- Christian Gasc pour Madame Butterfly
  - Jean-Paul Gaultier pour La Cité des enfants perdus
  - Franca Squarciapino pour Le Hussard sur le toit

### César des meilleurs décors
- Jean Rabasse pour La Cité des enfants perdus
  - Michèle Abbé-Vannier pour Madame Butterfly
  - Jacques Rouxel, Ezio Frigerio, Christian Marti pour Le Hussard sur le toit

### César du meilleur son
- Jean Goudier, Pierre Gamet, Dominique Hennequin pour Le Hussard sur le toit
  - Dominique Dalmasso, Vincent Tulli pour La Haine
  - Pierre Lenoir, Jean-Paul Loublier pour Nelly et Monsieur Arnaud

### César du meilleur montage
- Scott Stevenson et Mathieu Kassovitz pour La Haine
  - Noëlle Boisson pour Le Hussard sur le toit
  - Jacqueline Thiedot pour Nelly et Monsieur Arnaud

### César du meilleur court-métrage
- Le Moine et le poisson de Michaël Dudok De Wit
  - Corps inflammables de Jacques Maillot
  - Le Bus de Jean-Luc Gaget
  - Roland de Lucien Dirat

### César du meilleur producteur
- Christophe Rossignon pour La Haine
  - Alain Sarde pour Nelly et Monsieur Arnaud
  - Alain Terzian pour Les Anges Gardiens
  - Charles Gassot pour Le bonheur est dans le pré
  - Claude Berri pour Gazon maudit

### César d'honneur
- Henri Verneuil, Lauren Bacall